# Acrophasmus ferrugineus
Acrophasmus ferrugineus är en stekelart som beskrevs av Marsh 1968. Acrophasmus ferrugineus ingår i släktet Acrophasmus och familjen bracksteklar. Inga underarter finns listade i Catalogue of Life.